# Skruetrækker
 Der er for få eller ingen kildehenvisninger i denne artikel, hvilket er et problem. Du kan hjælpe ved at angive troværdige kilder til de påstande, som fremføres i artiklen.

En skruetrækker er et enkelt stykke værktøj som ved sin specielt udformede ende er i stand til at fastskrue og løsne skruer. Tidligere også kaldt skruensier, skruekniv, -mejsel eller -udtrækker.

## Anvendelse
En skruetrækker bruges til at skrue skruer i eller skrue dem ud igen. Man bruger den ved at holde om håndtaget, hvorefter man sætter den spidse ende ind i skruehovedet på skruen. Nu skrues skruen i/ud ved at dreje håndtaget, hvorved skruetrækkeren også drejer. Alt efter hvilken vej, der drejes, skrues skruen i eller ud. Der findes forskellige typer af skruetrækker til forskellige kærve (ex. stjerne og flad), der bruges til forskellige typer skruer. Der er ligeledes forskellige størrelser, som passer til forskellige størrelser af skruer.

## Historie
De tidligste tegn på brugen af skruetrækkeren, stammer fra Europa i den sene middelalder. De blev formentlig opfundet i slutningen af 1400-tallet, enten i Tyskland eller Frankrig. Værktøjets oprindelige navne på tysk og Fransk var henholdsvis "Schraubendreher" og "tournevis". Den første dokumentation af værktøjet er i den middelalderlige Hausbuch af Schloss Wolfegg, et manuskript, skrevet engang mellem 1475 og 1490. De tidligste skruetrækkere havde et pæreformet håndtag og skruer med en slids. Skruetrækkeren har dog historisk være lidet i øjnefaldende, bevis for dens eksistens gennem de næste 300 år er primært baseret på tilstedeværelsen af skruer.
Det første eksempel på brugen af skruer, er et tysk ur fra 1513, hvor der blevet brugt en fladhoved skrue. Der er dog mange andre eksempler, som er mindre veldokumenterede.
Skruetrækkere synes ikke at optræde i kataloger eller andre trykte kilder før begyndelsen af 1800-tallet, hvilket må betyde at skruer til samlinger ikke har været anvendt af træsmede før den tid (jf. Salaman). I England blev træskruer ikke almindeligt anvendt før midten af 1800-tallet.
Skruetrækkere blev ikke fabriksfremstillet før efter 1840. Bøssemagere og andre finmekanikere har brugt skruer og skruetrækker længe før den tid.
Den traditionelle håndskruetrækker består af en stålstang forsynet med et skæfte. Stangen er formet i den ene ende, så den passer i skruens kærv. Formen kan være forskellig; bl.a. mejselformet/flad (almindelig skruetrækker), korsformet ("stjerneskruetrækker", eng. Phillips screwdriver), eller stjerneformet som en 6-takket stjerne ("torx" skruetrækker). Stjerneskruetrækkere er er oftest af typen "Phillips" (PH) eller af typen "Pozidriv" (PZ). Forskellen mellem Phillips og Pozidriv ser ved første øjekast ud til at være minimal, men hvis en Phillips skruetrækker bruges i en Pozidriv skrue, eller omvendt, ødelægges skruen meget let. Længden varierer fra 2 til 24", og bladets bredde fra under 1 mm til henved 25 mm. Tykkelsen af bladet varierer ligeledes stærkt, afhængigt af kærvens bredde.
Før de støbte plastichæfter blev opfundet, kunne det være et problem at få skæftet til at sidde ordentligt fast, hvilket bevirkede, at skruetrækkeren oftest blev fremstillet af fladjern i forskellige udformninger, eventuelt med pånittet skæfte af træ.
Ret tidligt blev der fremstillet magasinskruetrækkere med udskiftelige klinger, der magasineres i skæftet. Sådanne blev førhen fremstillet helt i jern (stål) og er ofte ganske korte, typisk 3", men er dog set længere, i nutiden med gennemsigtigt plasthæfte.
I 1897 blev den første patentskruetrækker (drilskruetrækker) patenteret i Amerika og kom på markedet (jf. Wright, 1979). De første vist blot med en palmekanisme der bevirker at bladet kan stilles til kun at bevæge sig den ene vej ved hj.a. en stilleknap, og hurtigt herefter fulgte spiralskruetrækkeren forsynet med dobbelt spiral og med eller uden fjeder der returnerer håndtaget (omtalt i et værktøjskatalog 1899).
Patentskruetrækkeren kaldes undertiden Yankeeskruetrækker, en betegnelse brugt om amerikansk værktøj og af forskellige firmaer som registreret varemærke. Alle spiralskruetrækkere har udskiftelige klinger, både til lige kærv og til krydskærv. Traditionelle klinger er runde, cylindriske og føres i størrelserne 5,5 – 8 mm ø. I Carl F. Petersens katalog (1987) nævnes en Scröder-skruetrækker med ¼" bitholder til vendbare bits. De fås i længder helt op til 25 – 26", -635 mm (Stanley/Yankee®).
Gennem tiden er der blevet lavet forskellige systemer skrueholdere til fastholdelse af skruerne inden de skruer sig selv fast i emnet, men egentlig effektivt er det aldrig blevet før med krydskærven, eller endnu bedre, Torx-kærv, hvor bitten bedst er i stand til at holde på en skrue, ikke mindst hvis den er forbundet med en magnetisk skruetrækker.
En af afarterne i korte skruetrækkere er tumlingen (CFP).